# Leopold Sailer
Leopold Friedrich Sailer (* 19. Februar 1889 in Wien; † 21. April 1944) war ein Wiener Archivar.
Leopold Sailer stand seit Sommer 1911 im  Dienst des niederösterreichischen Landesausschusses. Von Februar 1914 bis Ende November 1918 leistete er Militärdienst, zuletzt im Rang eines Oberleutnants. 1915 hatte er am Landesrealgymnasium in Mödling die Matura abgelegt, studierte an der Universität Wien und wurde im Juli 1921 zum Dr. phil. promoviert. Die Staatsprüfung am Institut für Österreichische Geschichtsforschung legte er 1923 ab.
Anfang April 1922 wurde er dem Wiener Stadtarchiv zugeteilt. Nach der Pensionierung des Archivdirektors Richard Mattis wurde Sailer am 4. Juni zunächst der provisorische Nachfolger und am 27. Juni 1939 mit Auftrag des Reichskommissars für die Wiedervereinigung Leiter des Stadtarchivs.
Von 1925 bis 1944 war er auch Vorstandsmitglied des Vereins für Geschichte der Stadt Wien. Bestattet ist er auf dem Wiener Zentralfriedhof.

## Schriften
- Das Bierbrau- und Schankmonopol des Wiener Bürgerspitals. In: Mitteilungen des Vereins für Geschichte der Stadt Wien, Bd. 6 (1926), S. 1–35.
- Aus der Geschichte des Wiener Bürgerspitals. In: Monatsblatt des Vereins für Geschichte der Stadt Wien, Bd. 9 (1927), S. 173–183.

- Vier erbbürgerliche Familien des 14. Jahrhunderts. In: Monatsblatt des Vereins für Geschichte der Stadt Wien, Bd. 10 (1928), H. 1/3, S. 219–222 u. H. 4/6, S. 226–233.

- (Hrsg., mit Rudolf Geyer): Urkunden aus Wiener Grundbüchern zur Geschichte der Wiener Juden im Mittelalter (= Quellen und Forschungen zur Geschichte der Juden in Deutsch-Österreich, Bd. 10). Deutscher Verlag für Jugend und Volk, Wien 1931.

- Die Wiener Ratsbürger des 14. Jahrhunderts (= Studien aus dem Archiv der Stadt Wien, Bd. 3/4). Deutscher Verlag für Jugend und Volk, Wien 1931.
- Das Gericht zu Penzing. Ein Beitrag zur Geschichte des österreichischen Gerichtswesens bis 1850. In: Mitteilungen des Vereins für Geschichte der Stadt Wien, Bd. 16 (1937), S. 14–29.
- Stadt Wien. Bohnenberger, Wien 1938.
- (mit Hermine Cloeter): Die Grabstätte W. A. Mozarts auf dem St. Marzer Friedhof in Wien. Deutscher Verlag für Jugend und Volk, Wien 1941.
- Die Stukkatekure (= Die Künstler Wiens, Bd. 1). Rohrer, Wien 1943.